# 阿尔维尼亚诺
阿尔维尼亚诺（義大利語：Alvignano），是意大利卡塞塔省的一个市镇。总面积37平方公里，人口4980人，人口密度134.6人/平方公里（2009年）。ISTAT代码为061003。